# سيمون برمان
سيمون برمان (بالإنجليزية: Simon Burman)‏ (26 نوفمبر 1965 في المملكة المتحدة - ) هو لاعب كرة قدم بريطاني في مركز جناح ‏. لعب مع كولتشستر يونايتد ونادي ويموث.